# Cord Arendes
Cord Arendes (* 1971) ist ein deutscher Zeithistoriker und Professor für Public History.
Von 1992 bis 1998 studierte er an der Freien Universität Berlin Politikwissenschaft, Geschichte und Volkswirtschaftslehre. 2003/2004 wurde Arendes an der Ernst-Moritz-Arndt-Universität Greifswald promoviert, bei seiner Dissertation handelte es sich um eine Kollektive Biografie der deutschen Politikwissenschaftler von 1949 bis 1999. Daneben war er als freier Lektor tätig. 2004 kam er an das Historische Seminar der Ruprecht-Karls-Universität Heidelberg, wo er 2008 zum Akademischen Rat ernannt wurde und sich 2010 mit einer Arbeit über regionale Gerichtsverfahren gegen Nationalsozialisten nach dem Dritten Reich habilitierte. 2010/2011 vertrat Cord Arendes die Professur für Neuere Geschichte in Heidelberg. Seit 2012 hat er dort die erste Professur für Angewandte Geschichtswissenschaft / Public History in Deutschland inne. Zusammen mit Edgar Wolfrum leitet er das Projekt „Heidelberg Public History“. 2014 bis 2016 leitete er als geschäftsführender Direktor das Zentrum für europäische Geschichts- und Kulturwissenschaften der Ruprecht-Karls-Universität, dem unter anderem das Historische Seminar angehört.
In den Jahren 2024–2025 ist Cord Arendes Sprecher des deutsch/österreichisch/schweizerischen Fachverbandes für Public-History-Forschung (phfv).
Seine Forschungsschwerpunkte sind neben der Public History die westdeutsche und westeuropäische Geschichte nach dem Zweiten Weltkrieg, die nachträgliche Auseinandersetzung mit dem Dritten Reich, die Technikgeschichte und die Umweltgeschichte sowie die Visual History.

## Publikationen (Auswahl)
- Politikwissenschaft in Deutschland. Standorte, Studiengänge und Professorenschaft 1949–1999. VS Verlag für Sozialwissenschaften, Wiesbaden 2005, ISBN 3-531-14488-X (zugleich Dissertation, Universität Greifswald 2003/2004).
- als Hrsg. mit Edgar Wolfrum und Jörg Zedler: Terror nach innen. Verbrechen am Ende des Zweiten Weltkrieges (= Dachauer Symposien zur Zeitgeschichte. Band 6). Wallstein-Verlag, Göttingen 2006, ISBN 978-3-8353-0046-0.
- als Hrsg. mit Jörg Peltzer: Krieg. Vergleichende Perspektiven aus Kunst, Musik und Geschichte (= Heidelberger Abhandlungen zur mittleren und neueren Geschichte. Band 17). Winter, Heidelberg 2007, ISBN 978-3-8253-5400-8.
- mit Edgar Wolfrum: Globale Geschichte des 20. Jahrhunderts (Grundkurs Geschichte). Kohlhammer, Stuttgart 2007, ISBN 978-3-17-018975-1.
- Zwischen Justiz und Tagespresse. „Durchschnittstäter“ in regionalen NS-Verfahren. Schöningh, Paderborn u. a. 2012, ISBN 978-3-506-77320-3 (zugleich Habilitations-Schrift, Universität Heidelberg 2010).